# 朝鮮総督府鉄道デロイ形電気機関車
朝鮮総督府鉄道デロイ形電気機関車（ちょうせんそうとくふてつどうデロイがたでんききかんしゃ）は朝鮮の日本統治時代、朝鮮総督府鉄道向けに東京芝浦電気が製造した電気機関車。
本項では三菱重工業が製造し、戦後に韓国へ輸出された増備車についても述べる。

## 概要
朝鮮総督府鉄道において最急勾配路線であった京元・咸鏡線（現在の京元線および江原線・平羅線）の福渓駅・高山駅間53.9 kmの峠越えを行う列車の牽引用として開発された東洋初の直流3,000 V（ボルト）電気機関車であった。
1943年（昭和18年）、東京芝浦電気府中工場にて第1号機デロイ1が完成し、合計4両を納入。日立製作所水戸工場からはデロニ形2両が納入されて、1944年4月1日から運行を始めた。峠越えは重連運転で行い、1,200 t（トン）列車を42 km/h（キロメートル毎時）で牽引する能力を有していた。
当初計画では京元線、京慶線における貨客両用機として単機または重連で運行する予定だったが、実際には戦局や電化工事の遅れによって勾配線区用車両として速度よりも牽引力を重視した機関車として竣工した。

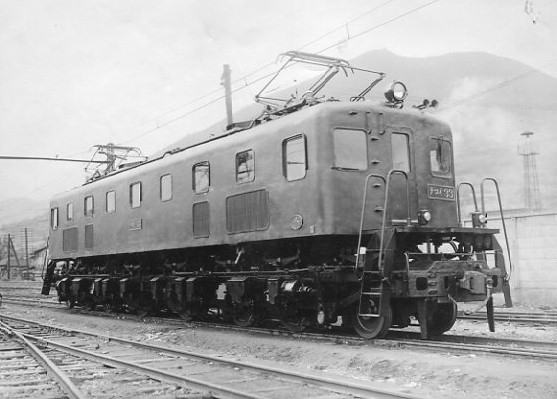
三菱重工業から戦後納入されたデロイ33

なお、三菱重工業三原工場にも発注が行われたが、終戦時までに納入が行われなかった。終戦後の1946年（昭和21年）から1948年（昭和23年）にかけて三菱重工業から韓国に向けて2両が出荷されてデロイの31番以降を名乗った。また、東芝からも4両が戦後に出荷されている。

### 登場の背景
1937年（昭和12年）7月、日中戦争の勃発によって朝鮮半島の鉄道は内地と中国を結ぶ経路として輸送増強が要請され、また朝鮮産業界の発展により鉄道輸送量が激増していた。関釜連絡船の到着する釜山駅から満洲国境に面した新義州駅までの間で最大の隘路になっていたのが福渓駅・高山駅間で、この区間は25‰（パーミル）の連続勾配と長短の連続したトンネル15本が待ち構え、虎すら出没する人跡未踏の幽山渓谷であった。この区間における蒸気機関車の運用では煤煙による乗務員の窒息事故や冬季の激しい気候から蒸気不昇騰によって運行不能となる事態まで発生していた。その一方、この区間では昭和6年度に対して昭和13年度には3倍の輸送量となり、今後も輸送増が見込まれた。朝鮮総督府鉄道では1936年（昭和11年）に工作課電力係を設けて電気機関車の設計を始め、翌年から電気係を設けて電化作業を開始した。
電化にあたっては、効率、保安、維持の点から、欧米の一部の鉄道で使用されていた直流3,000 V方式が採用された。これは東洋で初めての試みであって、電気機器の耐久、耐電性能を確保するため慎重な試作試験が行われた。

### 車名
デロイという車名は電気機関車を意味する「デ」、動力軸6軸の「ロ」、最初の形を意味する補助記号「イ」から命名された。南満州鉄道のパシナ形のように補助記号を小文字で「デロィ」と表示する例も見られる。

## 構造
最大牽引力32,400tを誇り、竣工当時は東洋最大の電気機関車であった。前後に各1軸の先輪と1台車に3軸の動輪を持つ1C-C1の軸配置で、箱型の全溶接車体と相まって鉄道省のEF10形電気機関車や戦後のEF15形電気機関車と外見がよく似ているが、自重100 t前後の国鉄車と比べると軌間だけでなく全長・全幅・動輪径などすべてが一回り巨大な車両である。

### 主電動機
当時の電気機関車の標準的な駆動方式として、6基の電動機を一段歯車減速の釣掛式で台車に架装した。この電動機は1基あたり385 kW（キロワット）の出力を持ち、日本で製造された電気機関車用としては最大のものであった。

### 制御装置
重連運転を行う勾配用機関車として総括制御運転装置を備えていた。ただしこの時代は電気連結器への信頼が低かったため各機に乗務員が乗車し、制動は機関車ごとに行っていた。出力を制御する単位スイッチは電磁空気式を採用した。回路の開放時、高電圧によって発生するアーク放電での不意電弧を完全に遮断するため、特殊なアークシュートによって電弧吹消を行っている。

### ブレーキ
通常の空気ブレーキに加えて電力回生ブレーキを備えており、励磁用の電動発電機を備えていた。この回生ブレーキには電力の経済性とブレーキシューの消耗を減らす効果があったが、最大の目的は勾配線運転時の保安度向上であった。故障発生時には自動的に空気ブレーキが作動し、信号装置で乗務員に警告が発せられた。回生ブレーキの効果により、下り勾配を55km/hの定速で下ることができたという。ちなみに東芝は1935年（昭和10年）、上越線清水トンネル用電気機関車として回生ブレーキを備えた国鉄EF11形電気機関車を製造しており、本機の設計製作にも経験が生かされている。

### 寒冷地対策
冬季に気温が零下35度にまで気温が下がり、降雪量も多い過酷な線区での運用に備え、車両には寒冷地対策が行われた。ヒーターの増設、機関室廊下の防寒内張、主抵抗器の冷却用に設けられた鎧戸窓の粉雪の侵入防止策が取られた。また、トンネルに吊り下がるツララからパンタグラフを保護するため、屋根に氷柱除けが取り付けられた。

### 戦時設計の取り入れ
日米開戦以降に製造された本機には、鋼材や銅を節約した戦時設計が取り入れられた。EF13形電気機関車のような外観上の露骨な資材節約こそ行われなかったが、銅材料からアルミへの置き換え、特殊鋼から普通鋼への規格切り下げ、設定許容温度上昇値の引き揚げなどが行われている。また、パンタグラフには炭素すり板を採用し、銅の節約と架線の摩耗防止を狙っている。そのほか、空襲対策として前照灯や尾灯を灯火管制仕様とし、長い筒状のシェードが設けられた。このシェードは戦後の三菱重工で製造された車両には見当たらない。

### デロイ形とデロニ形

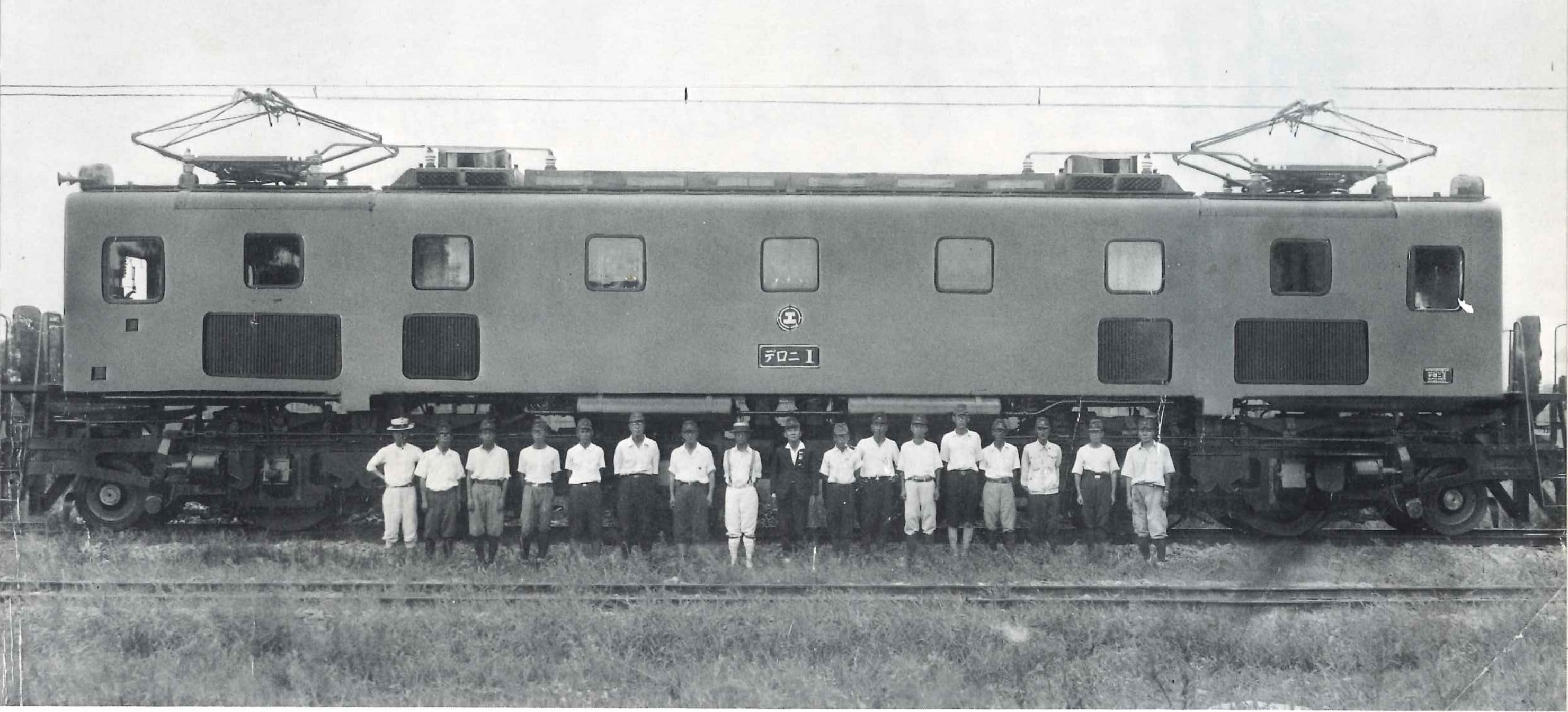
デロニ形電気機関車の竣工写真

朝鮮総督府鉄道局工作課で車両設計を担当した西山重道の述懐によると、計画段階では東芝のデロイと日立のデロニをいずれもデロイと呼んでおり、後に個別の形式に呼び分けることになったという。本機の仕様は朝鮮総督府鉄道局工作課の主導により東芝と日立の三者で決定された。
デロイ形とデロニ形はどちらも類似した性能を持つが、空気圧縮機と電動送風機の駆動方式が異なっていた。デロイ形（東芝および三菱製）はこれらの補器を高圧式として3,000 Vで駆動し、デロニ形（日立製）は100 Vの低圧で駆動を行った。重量は出典ごとに諸元に差異が見られるが、『朝鮮交通史』ではデロイ形139 t、デロニ形136 tと表記している。

### 三菱重工製デロイ形
三菱重工業はこの3,000V電気機関車のプロジェクトに遅れて参加を行った。そのため同社の車軸配置1D+D1とする提案（『朝鮮交通史』p.433の諸元表にデロサ形という記載があるが、これが該当か？）は受け入れられず、保守部品の種類を減らすためにも東芝と仕様が揃えられデロイとされた。三菱製のデロイは京慶線の勾配区間雉岳駅・竹嶺駅間で使用される予定だったが、終戦により実現せず車両の納入も戦後に持ち越された。

## 製造
東芝には16両が注文された。この時代、東芝の電気機関車は汽車会社が車体と走行部の製造を受け持ち、電気機器を東芝が製造した。第一号車が府中工場で完成した際には、戦時下ながら多数の来賓を招いた展示会が催され、「デロイ小唄」なる歌まで披露された。

### 納入台数
製造および納入台数は出典によって多少のばらつきがあり、デロイとデロニの混同も見られる。日本電機工業会がまとめた『日本電機工業史』では以下のとおりとなっている。なお、本書ではすべてデロイとして扱われている。
| 年別               | 東芝 | 日立 | 三菱 | 納入先     |
| ------------------ | ---- | ---- | ---- | ---------- |
| 1943年（昭和18年） | 4    | 4    |      | 朝鮮鉄道局 |
| 1944年（昭和19年） |      | 2    |      | 〃         |
| 1946年（昭和21年） | 4    |      | 1    | 韓国運輸局 |
| 1948年（昭和23年） |      |      | 1    | 〃         |
| 計                 | 8    | 6    | 2    |            |

## 運用

### デロイ1の陸揚げと試運転
東芝府中工場で完成したデロイ1号は1943年（昭和18年）12月に釜山港に揚陸され、釜山工場で組み立てた上で京城駅まで回送、ここで関係者へ披露が行われた。しかしこの時点では福渓駅の電化工事はいまだ完了しておらず、金剛山電鉄・鉄原駅の直流1,500 V区間で試運転を行った。1944年（昭和19年）には福渓・高山駅間の電化工事が完了し、2月13日に単機試運転を実施。3月27～28日に列車試運転を行い、東芝製デロイ1～4、日立製デロニ1、デロニ2の6両を用いて4月1日から営業運転を開始した。

### 未了となった電化延伸と大東亜縦貫鉄道計画
前述のとおり主に山岳区間がある京元線で運用されており、のちに京慶線、京元線、京仁線などを順次直流3,000 Vで電化して運用される予定で、その上で新京から釜山の間を走行する弾丸列車計画の一環の予定だったという。
終戦間際には朝鮮の鉄道に対し米軍機による爆弾投下や機銃掃射が行われ、本機が牽引する列車も被害を受けた。また、変電所付近にも焼夷弾が投下されている。

## 地上設備
回生ブレーキは機関車単体では効果がなく、電車線（架線）、変電所の3設備が一体となって働き動作を行う装備である。過酷な路線環境と特殊な電気方式のため、約50 kmの電化工事は568万円という巨額に達した。

### 変電所
福渓駅および三防駅構外に容量2,000 kWの水銀整流器を3台ずつ備えた変電所が設けられ、電力会社（京城電気）の交流66,000 V送電線から受電を行った。この整流器は機関車が回生制動を使用した際は直流から交流に変換するインバーターとして働き、送電線を通じて発電所へ戻された。この変電施設は福渓は東芝、三防は富士電機に発注され、比較研究が行われた。

### 配電線
架線はシンプルカテナリー式、支持柱はクレオソート注入木柱が使用された。3,000 V方式のため絶縁には万全が記され、碍子を二個直列とした二重絶縁が行われた。当該区間の気候は最低零下35度、最高35度と寒暖差が大きいため、電車線には張力自動調整装置が設置された。

### 車庫
本機の導入に際して京慶線堤川駅および京元線福渓駅に電気機関車庫が新築された。いずれも鉄筋コンクリート造の矩形車庫で、蒸気または電気暖房が設備された。また、福渓機関区に電気機関車の修繕施設が計画されたが、終戦により果たされていない。

## 戦後

### 韓国への輸出
前述したとおり、1946年（昭和21年）から1948年（昭和23年）にかけて東芝製4両、三菱製2両が韓国向けに輸出された。当時の日本は敗戦によって一切の輸出入が進駐軍の統制下にあり、貿易外国為替も封鎖されて輸出入業務を商社でなく貿易庁が取り扱っていた。そんな状況下で、メーカーは戦時中に空襲と資材不足で製造仕掛品となっていた車両を完成させ輸出を行った。支払いはコメとバーター取引で行われ、戦後日本の食糧事情の改善に一役買っている
。なお、東芝府中工場は1945年（昭和20年）5月より1950年（昭和25年）4月まで東芝車輛製造所株式会社として独立し、形式上は直系の子会社であった。三菱製のデロイは輸出後、京城に留置されていたが、朝鮮戦争の折に北朝鮮に持ち去られたという。

### 北朝鮮での運用
第二次世界大戦後、8両が北朝鮮に所属し、チョンギハ形（朝鮮語: 전기하）として北朝鮮で運用されているが、その存在は謎とされている。韓国のものは路線を交流25 kV・60 Hz、且つ標準軌で統一したため使い道がなく1958年に解体されたという。

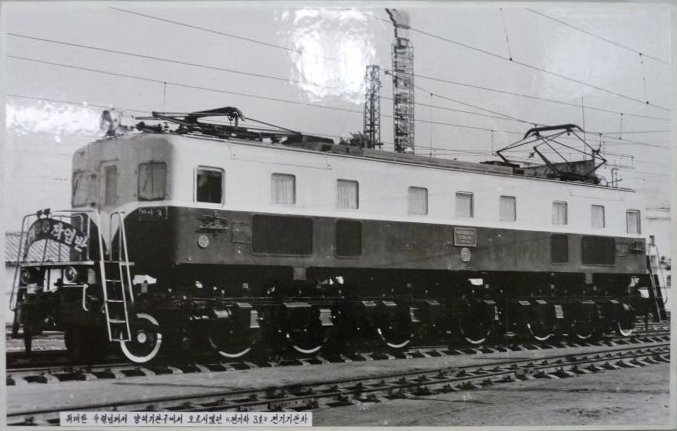
1959年に撮影されたチョンギハ型電気機関車

2011年、外国の観光客が金日成の乗ったチョンギハ3とされる電気機関車が革命史跡として運転されているのを目撃したとして、写真が掲載されている。